# Ouagadou
Ouagadou is een gemeente (commune) in de regio Koulikoro in Mali. De gemeente telt 18.200 inwoners (2009).